# Charlie Parker
Charles Christopher Parker, Jr. (Kansas City, 29 de agosto de 1920 - Nueva York, 12 de marzo de 1955), conocido como Charlie Parker, fue un saxofonista y compositor estadounidense de jazz. Apodado Bird y Yardbird, es considerado uno de los mejores intérpretes de saxofón alto de la historia de ese género musical, siendo una de las figuras claves en su evolución y uno de sus artistas más legendarios y admirados. De igual forma, según los críticos de jazz, es uno de los más importantes músicos de la historia junto a Louis Armstrong, Duke Ellington, John Coltrane y Miles Davis.
Junto con Bud Powell, Dizzy Gillespie y otros, es uno de los iniciadores del bebop. Su estilo rompe con el del swing y se basa en la improvisación sobre una melodía modificando los acordes, creando así nuevas variaciones sobre la estructura de los temas. En este sentido, aparte de su obra interpretativa, Parker es autor de varios temas que se han convertido en estándares del jazz, como «Ornithology», «Anthropology», «Scrapple from the Apple», «Ko Ko», «Now's the Time» y «Parker's Mood».

## Biografía
Hijo único de Charles y Addie Parker, sus inicios en la música fueron de pequeño. Tocó en un principio el bombardón (tuba barítono), antes de cambiarse al saxofón. Su madre se negó a la tuba, pensando que no era un instrumento adecuado para él, así que, ahorrando de todas partes, le compró un saxo alto. Aprendió de manera autodidacta fijándose en los grandes saxofonistas de la época, sobre todo en Lester Young y Buster Smith, sus primeras influencias. Intentó en diversas ocasiones ingresar en el conservatorio, en todas ellas le rechazaron pero vieron un gran potencial musical. A los catorce años abandonó la escuela para sumergirse de lleno en el ambiente musical de su ciudad. Tras algunas experiencias frustrantes en varias jam sessions, Parker consiguió, después de practicar y practicar como nadie, ser considerado ya en 1937 (al unirse a la territory band de Jay McShann) una primera figura del jazz.
Parker llegó por primera vez a Nueva York en 1939, donde se ganaba la vida como lavaplatos en un club donde podía oír todas las noches a Art Tatum. Realizó su grabación de debut con Jay McShann en 1940, creando solos destacados con un pequeño grupo de la orquesta de McShann en temas como «Oh, Lady Be Good» y «Honeysuckle Rose». Con la big band de McShann lograría en 1941 que la audiencia viera con muy buenos ojos sus nuevas ideas musicales. Tras tocar con Dizzy Gillespie por primera vez en 1940, tuvo una breve colaboración con la orquesta de Noble Sissle en 1942, tocó el saxo tenor con la orquesta de bop de Earl Hines en 1943 y estuvo varios meses de 1944 en la orquesta del cantante Billy Eckstine, aunque la abandonaría antes de que el grupo hiciese sus primeras grabaciones. Gillespie formaba parte también de las orquestas de Hines y Eckstine; a finales del 1944 los dos músicos empezaron a trabajar juntos.
Aunque Charlie Parker grabó con el grupo de Tiny Grimes en 1944, fue su colaboración con el trompetista Dizzy Gillespie en 1945 la que lo daría a conocer de forma definitiva en el mundo del jazz con temas tan novedosos como «Groovin' High», «Dizzy Atmosphere», «Shaw 'Nuff», «Salt Peanuts» y «Hot House»; sus solos representaban una novedad absoluta para los oyentes acostumbrados a los convencionalismos de Glenn Miller y Benny Goodman. Sus grabaciones de 1943 y 1944 dieron carta de naturaleza al bebop.
La salud de Parker se vio afectada por las drogas. Adicto a la heroína casi desde su adolescencia, muchos músicos le imitaron en esto con la convicción de que así podrían elevar su calidad musical. 
Cuando Gillespie y Parker (conocidos como "Diz and Bird") viajaron a Los Ángeles, fueron recibidos con una mezcla de hostilidad e indiferencia, sobre todo por los músicos más veteranos. Regresaron a Nueva York. Pero de forma impulsiva, Parker decidió quedarse en Los Ángeles y, tras algunas grabaciones e interpretaciones (incluyendo la clásica versión de «Oh, Lady Be Good» con Jazz at the Philharmonic y las sesiones para el álbum Dial Sessions), la combinación de drogas y alcohol resultó en un ataque cerebral y seis meses de confinamiento en el Camarillo State Hospital. Rehabilitado en enero de 1947, volvió a Nueva York y realizó algunas de las mejores interpretaciones de su carrera, liderando un quinteto que incluía a Miles Davis, Duke Jordan, Tommy Potter y Max Roach.
En 1947, junto a Dizzy Gillespie, se presentó en el Carnegie Hall de Nueva York, tocando con la orquesta de este y con su quinteto. El evento se encuentra disponible en el disco Charlie Parker & Dizzy Gillespie: Bird & Diz at the Carnegie Hall. 
Parker, que grabó simultáneamente para las compañías Savoy y Dial, estuvo en plena forma durante los años 1947-1951, visitando Europa en 1949 y 1950, y realizando el viejo sueño de grabar con cuerdas en 1949 tras firmar con el sello Verve de Norman Granz.
En 1951, su licencia de cabaret le fue revocada en Nueva York, lo que le dificultaba tocar en clubes. Sus problemas con las drogas se agudizaron y, aunque podía seguir tocando de forma inspirada (como lo demuestra su grabación de 1953 en el Concierto en el Massey Hall en Canadá con Dizzy Gillespie, Bud Powell, Max Roach y Charles Mingus), su carrera entró en declive. En 1954, a causa de la muerte de una hija por carecer de dinero para la adecuada atención médica de una neumonía, protagonizó dos intentos de suicidio.
Parker murió el 12 de marzo de 1955 en la suite de su amiga y mecenas, la baronesa Pannonica de Koenigswarter, en el hotel Stanhope de Nueva York, mientras veía la televisión. Las causas oficiales de la muerte fueron una neumonía lobar y una úlcera sangrante, pero Parker también tenía un caso avanzado de cirrosis y había sufrido un ataque al corazón. El forense que realizó su autopsia estimó erróneamente que el cuerpo de Parker, de 34 años, tenía entre 50 y 60 años.
Desde 1950, Parker vivía en Nueva York con su pareja de hecho, Chan Berg, madre de su hijo Baird y de su hija Pree (que murió a los 3 años). Consideraba a Chan su esposa, aunque nunca se casó con ella, ni se divorció de su anterior mujer, Doris, con la que se había casado en 1948. Su estado civil complicó la liquidación de la herencia de Parker y, en última instancia, habría de frustrar su deseo de ser enterrado silenciosamente en la ciudad de Nueva York.
Dizzy Gillespie pagó los arreglos funerarios y organizó un velatorio, una procesión en Harlem oficiada por el congresista y reverendo Adam Clayton Powell, Jr. y un concierto conmemorativo. El cuerpo de Parker fue trasladado por avión a Misuri, de acuerdo con los deseos de su madre. Chan Berg criticó a Doris y a la familia de Parker por darle un funeral cristiano, a pesar de que sabían que era un ateo declarado. Parker fue enterrado en el cementerio Lincoln de Misuri, en un pueblo conocido como Blue Summit.

## Discografía
Selección

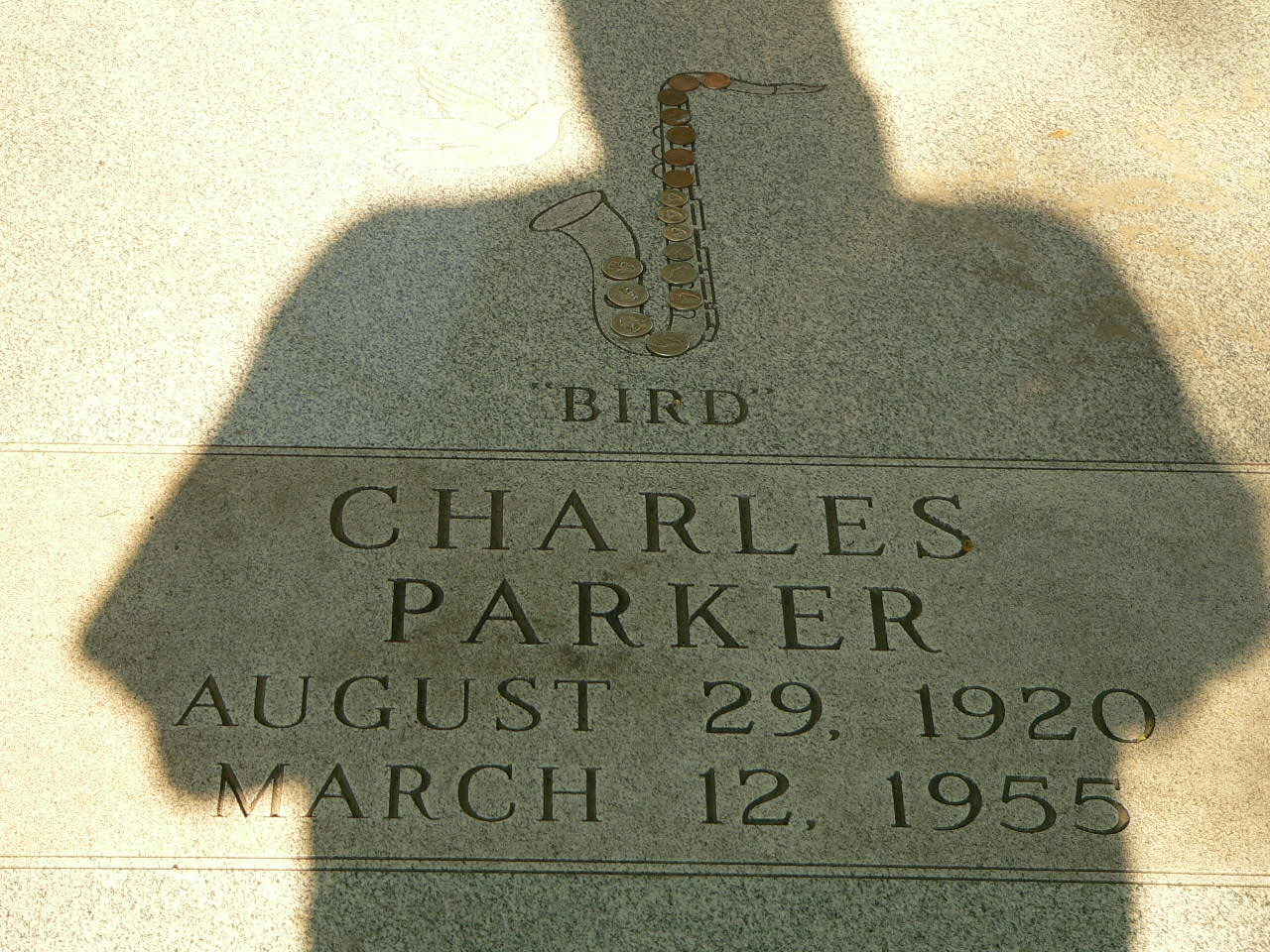
Lápida de Charlie Parker.

- 1945: The Charlie Parker Story [live] (Savoy)
- 1946: Bird & Pres [live] (Verve)
- 1946: JATP (Live) (Verve)
- 1947: Charlie Parker [Verve] (Polygram)
- 1949: "Charlie Parker All Stars Live At The Royal Roost (Laserlight Digital)
- 1949: Jazz at the Philharmonic, 1949 [live]	(Verve)
- 1949: Charlie Parker & Stars of Modern Jazz at Carnegie Hall (Christmas 1949) [live] (Jazz)
- 1950: Bird & Diz (Polygram)
- 1951: Summit Meeting at Birdland (Columbia)
- 1953: Quintet of the Year (Debut)
- 1953: The Greatest Jazz Concert Ever [live] (Prestige)

## Premios y reconocimientos
| Premios Grammy |                                             |                   |        |       |           |
| Año            | Categoría                                   | Título            | Género | Sello | Resultado |
| 1974           | Mejor interpretación de jazz por un solista | First Recordings! | Jazz   | Onyx  | Ganador   |

## Tributos
- El escritor Julio Cortázar se inspiró en él para escribir su cuento «El perseguidor», publicado en 1959.
- En 1988, Clint Eastwood dirigió la película Bird. Forest Whitaker asume el papel de Parker.
- En la serie de anime Cowboy Bebop, emitida en 1998, Parker es nombrado como una gran influencia para el personaje Jet Black en nombrar a su nave Bebop, la cual toma el nombre de la serie.[10]
- La banda española Saratoga escribió el tema «Charlie se fue», dedicado a Charlie publicado en el disco Vientos de Guerra del año 1999.
- En la cinta Whiplash (2014) Se hace mención de ser uno de los grandes exponente del género, aparte de ser el ídolo del protagonista Miles Teller.
- En 2015 se estrenó en Philadelphia la "bebopera" Charlie Parker’s YARDBIRD, con música de Daniel Schnyder y libreto de Bridgette A. Wimberly.[11]

- El escritor Haruki Murakami escribió un cuento titulado <<Charlie Parker Plays Bossa Nova>> en su antología de cuentos <<Primera persona del singular>> del año 2020.

- En el videojuego Marvel's Spider-Man 2 (2023), una de las misiones secundarias trata de recuperar el saxofón de Charlie Parker.